# Bahnstrecke Neustadt–Meyenburg
| Bahnhof Blumenthal (Mark) mit Wasserturm | |                                        |                                        |
| | |                                        |                                        |
| Streckennummer (DB): | 6938 |                                        |                                        |
| Kursbuchstrecke (DB): | 209.73 (Neustadt–Pritzwalk) 209.74 (Pritzwalk–Meyenburg) |                                        |                                        |
| Kursbuchstrecke: | 105f (1934) 106f (1939) 119f (Pritzwalk – Neustadt (Dosse) 1946) 119f (DR bis 1968) 810 (Pritzwalk–Meyenburg ab 1968) 803 (Neustadt–Pritzwalk ab 1968) 814 (Neustadt–Pritzwalk nach 1970) |                                        |                                        |
| Streckenlänge: | 61,5 km |                                        |                                        |
| Spurweite: | 1435 mm (Normalspur) |                                        |                                        |
| Streckenklasse: | D4 (Neustadt–Pritzwalk) CM4 (Pritzwalk–Meyenburg) |                                        |                                        |
| Minimaler Radius: | 190 m |                                        |                                        |
| Streckengeschwindigkeit: | 80 km/h |                                        |                                        |
| | |                                        |                                        |
| \| \| \| von Rathenow \| \| \| \| \| von Berlin \| \| \| \| \| von Neuruppin \| \| \| \| \| \| \| \| \| 0,100 \| Neustadt (Dosse) \| Neustadt (Dosse) \| \| \| \| nach Hamburg \| \| \| \| 0,713 \| Infrastrukturgrenze DB InfraGO / RIN \| Infrastrukturgrenze DB InfraGO / RIN \| \| \| 4,490 \| Wusterhausen (Dosse) (bis 1999 Bf) \| Wusterhausen (Dosse) (bis 1999 Bf) \| \| \| 11,980 \| Kyritz \| Kyritz \| \| \| 12,735 \| Kyritz Am Bürgerpark \| Kyritz Am Bürgerpark \| \| \| 19,530 \| Wutike (bis 2019 Bf) \| Wutike (bis 2019 Bf) \| \| \| 23,400 \| Rosenwinkel \| Rosenwinkel \| \| \| 27,730 \| Blumenthal (Mark) \| Blumenthal (Mark) \| \| \| 33,570 \| Bölzke (bis 2019 Bf) \| Bölzke (bis 2019 Bf) \| \| \| 36,540 \| Sarnow \| Sarnow \| \| \| 41,168 \| Infrastrukturgrenze RIN / DB InfraGO \| Infrastrukturgrenze RIN / DB InfraGO \| \| \| \| von Putlitz, von Wittenberge \| \| \| \| 41,900 \| Pritzwalk \| Pritzwalk \| \| \| \| nach Wittstock (Dosse) \| \| \| \| 42,620 \| Infrastrukturgrenze DB InfraGO / RIN \| Infrastrukturgrenze DB InfraGO / RIN \| \| \| 45,270 \| Pritzwalk-Hainholz \| Pritzwalk-Hainholz \| \| \| 48,900 \| Falkenhagen (Prign) \| Falkenhagen (Prign) \| \| \| 49,220 \| Falkenhagen Umschlagterminal (Bft) \| Falkenhagen Umschlagterminal (Bft) \| \| \| 50,180 \| Falkenhagen Gewerbepark Prignitz (Bft) \| Falkenhagen Gewerbepark Prignitz (Bft) \| \| \| 51,420 \| Falkenhagen Biodiesel (Bft) \| Falkenhagen Biodiesel (Bft) \| \| \| 55,130 \| Brügge (Prign) \| Brügge (Prign) \| \| \| \| von Wittstock (Dosse) \| \| \| \| 61,460 \| Meyenburg \| Meyenburg \| \| \| 63,536 \| Landesgrenze BB/MV \| Landesgrenze BB/MV \| \| \| \| nach Karow (Meckl) \| \| \| \| \| \| \| \| Quellen: [1][2] \| \| \| \| | |                                        |                                        |
| Strecke (außer Betrieb) | | von Rathenow                           | von Rathenow                           |
| Kreuzung geradeaus oben (Strecke geradeaus außer Betrieb) · Strecke von rechts | | von Berlin                             | von Berlin                             |
| Abzweig ehemals geradeaus, ehemals nach rechts und von rechts · Strecke | | von Neuruppin                          | von Neuruppin                          |
| Verschwenkung nach links · Verschwenkung nach rechts | |                                        |                                        |
| Bahnhof | 0,100 | Neustadt (Dosse)                       | Neustadt (Dosse)                       |
| Abzweig geradeaus und nach links | | nach Hamburg                           | nach Hamburg                           |
| Wechsel des Eisenbahninfrastrukturunternehmens | 0,713 | Infrastrukturgrenze DB InfraGO / RIN   | Infrastrukturgrenze DB InfraGO / RIN   |
| Haltepunkt / Haltestelle | 4,490 | Wusterhausen (Dosse) (bis 1999 Bf)     | Wusterhausen (Dosse) (bis 1999 Bf)     |
| Bahnhof | 11,980 | Kyritz                                 | Kyritz                                 |
| Haltepunkt / Haltestelle | 12,735 | Kyritz Am Bürgerpark                   | Kyritz Am Bürgerpark                   |
| Haltepunkt / Haltestelle | 19,530 | Wutike (bis 2019 Bf)                   | Wutike (bis 2019 Bf)                   |
| Haltepunkt / Haltestelle | 23,400 | Rosenwinkel                            | Rosenwinkel                            |
| Bahnhof | 27,730 | Blumenthal (Mark)                      | Blumenthal (Mark)                      |
| Haltepunkt / Haltestelle | 33,570 | Bölzke (bis 2019 Bf)                   | Bölzke (bis 2019 Bf)                   |
| Haltepunkt / Haltestelle | 36,540 | Sarnow                                 | Sarnow                                 |
| Wechsel des Eisenbahninfrastrukturunternehmens | 41,168 | Infrastrukturgrenze RIN / DB InfraGO   | Infrastrukturgrenze RIN / DB InfraGO   |
| Abzweig geradeaus und von links | | von Putlitz, von Wittenberge           | von Putlitz, von Wittenberge           |
| Bahnhof | 41,900 | Pritzwalk                              | Pritzwalk                              |
| Abzweig geradeaus und nach rechts | | nach Wittstock (Dosse)                 | nach Wittstock (Dosse)                 |
| Wechsel des Eisenbahninfrastrukturunternehmens | 42,620 | Infrastrukturgrenze DB InfraGO / RIN   | Infrastrukturgrenze DB InfraGO / RIN   |
| Haltepunkt / Haltestelle | 45,270 | Pritzwalk-Hainholz                     | Pritzwalk-Hainholz                     |
| Dienststation / Betriebs- oder Güterbahnhof | 48,900 | Falkenhagen (Prign)                    | Falkenhagen (Prign)                    |
| Dienststation / Betriebs- oder Güterbahnhof | 49,220 | Falkenhagen Umschlagterminal (Bft)     | Falkenhagen Umschlagterminal (Bft)     |
| Haltepunkt / Haltestelle | 50,180 | Falkenhagen Gewerbepark Prignitz (Bft) | Falkenhagen Gewerbepark Prignitz (Bft) |
| Dienststation / Betriebs- oder Güterbahnhof | 51,420 | Falkenhagen Biodiesel (Bft)            | Falkenhagen Biodiesel (Bft)            |
| Bahnhof | 55,130 | Brügge (Prign)                         | Brügge (Prign)                         |
| Abzweig geradeaus und ehemals von rechts | | von Wittstock (Dosse)                  | von Wittstock (Dosse)                  |
| Bahnhof | 61,460 | Meyenburg                              | Meyenburg                              |
| Grenze | 63,536 | Landesgrenze BB/MV                     | Landesgrenze BB/MV                     |
| Strecke | | nach Karow (Meckl)                     | nach Karow (Meckl)                     |
| | |                                        |                                        |
| Quellen: | |                                        |                                        |

Die Bahnstrecke Neustadt (Dosse)–Meyenburg ist eine 63,5 Kilometer lange Eisenbahnstrecke in Brandenburg. Sie verbindet Meyenburg, Pritzwalk und Kyritz mit Neustadt (Dosse).
Betreiber der Infrastruktur ist mit Ausnahme der Bahnhöfe Neustadt (Dosse) und Pritzwalk die RegioInfra Gesellschaft (RIG), der Personenverkehr wird von der Hanseatischen Eisenbahn (HANS) durchgeführt.

## Geschichte
Die Stadt Pritzwalk erhielt binnen kurzer Zeit auf zwei verschiedenen Wegen Anschluss an das Eisenbahnnetz. Zunächst nahm am 31. Mai 1885 die Prignitzer Eisenbahngesellschaft ihre Strecke von Perleberg (mit Anschluss von Wittenberge) nach Wittstock in Betrieb. Am 17. Dezember 1887 eröffnete die Preußische Staatsbahn die Strecke von Neustadt (Dosse) über Pritzwalk nach Meyenburg. Zeitgleich entstand eine Verlängerung über die Landesgrenze nach Mecklenburg mit der Bahnstrecke Meyenburg–Güstrow.
Mit Streckeneröffnung waren die Stationen in Wusterhausen, Kyritz, Pritzwalk und Meyenburg sowie die Haltestellen (seinerzeit übliche Bezeichnung für kleinere Bahnhöfe) Wuticke (damalige Schreibweise), Blumenthal und Brügge (Prign) für die Abfertigung von Personen, Gütern und lebenden Tieren zugelassen worden. An der Haltestelle in Bölzke war die Abfertigung von Personen, Reisegepäck und Wagenladungsgütern möglich. Außerdem ging mit Streckeneröffnung der Haltepunkt Falkenhagen in Betrieb, der nur für den Personenverkehr und die Abfertigung von Reisegepäck zugelassen war.
Der Abschnitt Pritzwalk–Meyenburg wurde 1946 als Reparationsleistung demontiert, aber schon 1949 wieder aufgebaut.
Die Infrastruktur des Streckenabschnittes Pritzwalk–Meyenburg ging 2004 in das Eigentum der Prignitzer Eisenbahn GmbH (PEG) über. Zum 1. März 2008 pachtete die PEG auch den Abschnitt Pritzwalk–Neustadt (Dosse) von der DB Netz AG. Die Bahnhöfe Pritzwalk und Neustadt (Dosse) gehören weiterhin zur DB Netz AG und werden auch von dieser betrieben. Seit dem 10. Juli 2012 betreibt die Regio Infra Nordost GmbH (RIN) die Infrastruktur, die sie rückwirkend zum 1. Januar 2012 von der Prignitzer Eisenbahn Infrastruktur GmbH übernommen hatte.
Mit Fördermitteln des Landes wurden 2018 und 2019 die Leit- und Sicherungstechnik sowie Bahnübergänge erneuert und im Herbst 2019 wurden die Bahnhöfe Bölzke und Wutike in Haltepunkte umgewandelt. 2019 wurden die Bahnhöfe Falkenhagen und Meyenburg umgebaut. Zwischen März und Juni 2025 wurde die Strecke anlässlich der neunmonatigen Generalsanierung der Bahnstrecke Berlin–Hamburg, in der sie für Baulogistikverkehre genutzt wird, zwischen Pritzwalk und Neustadt (Dosse) komplett saniert und für eine Höchstgeschwindigkeit von 80 km/h ertüchtigt. Der Bund stellte dafür Mittel in Höhe von insgesamt 27 Millionen Euro bereit. Die Ertüchtigung des 42 km langen Abschnitts gilt als ein Schritt hin zum Ausbau der Strecke als möglicher Teil einer zweiten Achse zwischen Berlin und Rostock.
Eine Elektrifizierung des Abschnitts Neustadt (Dosse)–Kyritz Am Bürgerpark ist gemäß Entwurf des Landesnahverkehrsplans Brandenburg angedacht.

## Verkehr

### Personenverkehr
Trotz der Grenze wurde die Verbindung immer durchgehend betrieben.

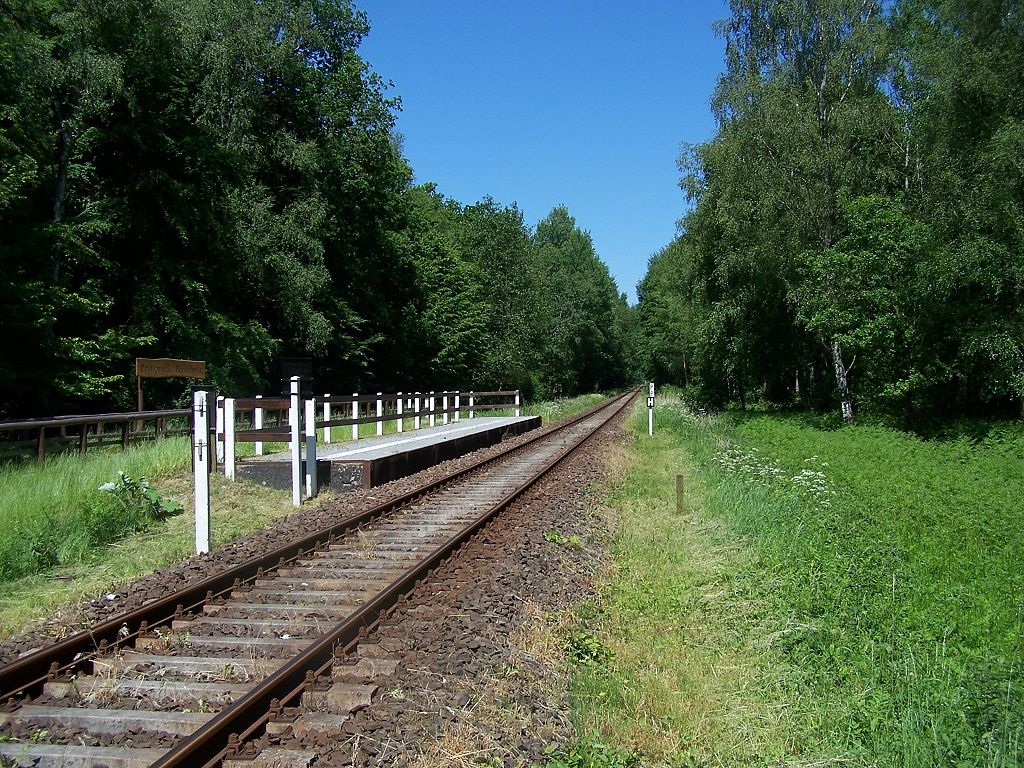
2006 eröffneter Haltepunkt Pritzwalk-Hainholz

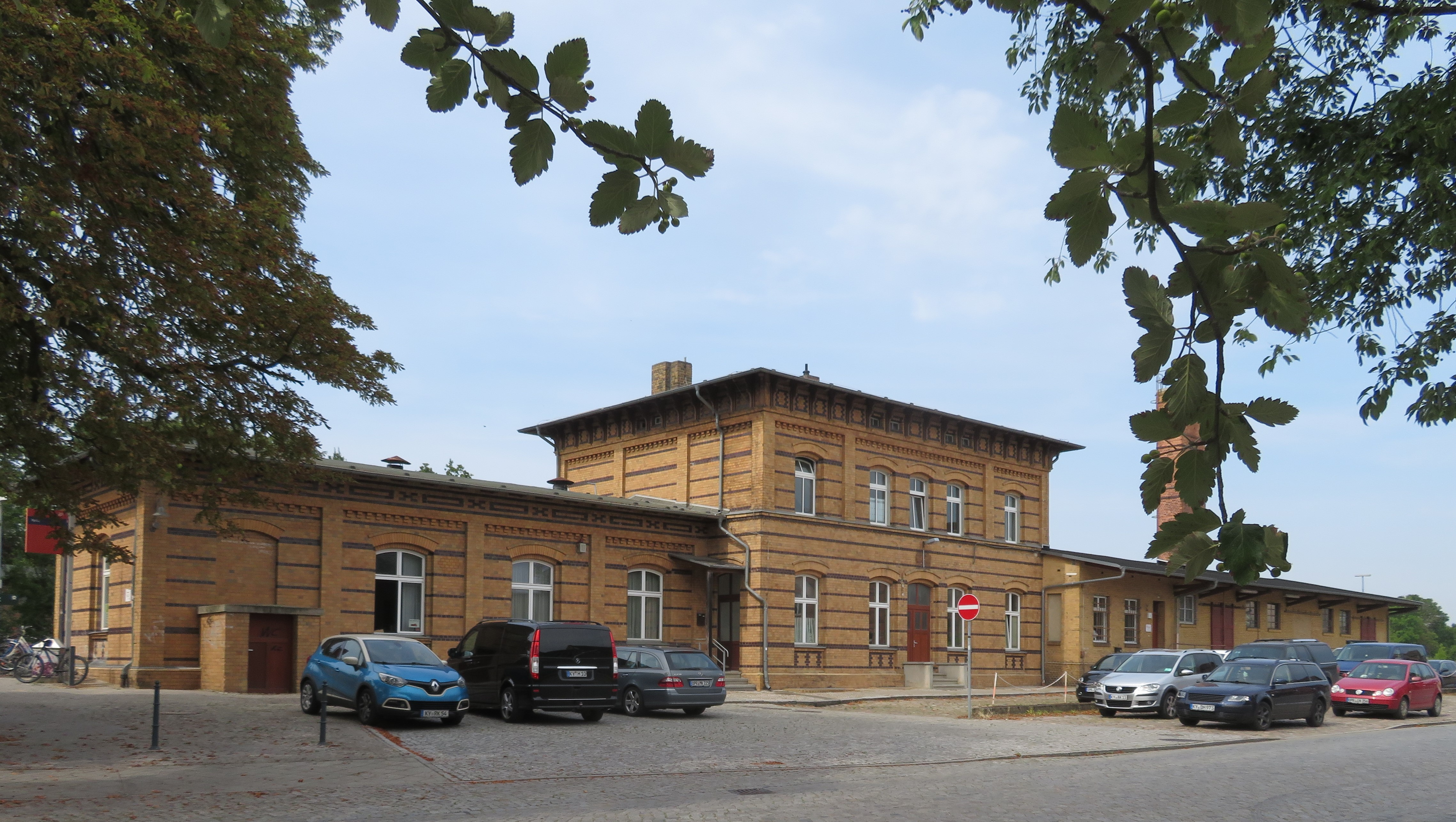
Bahnhof Kyritz

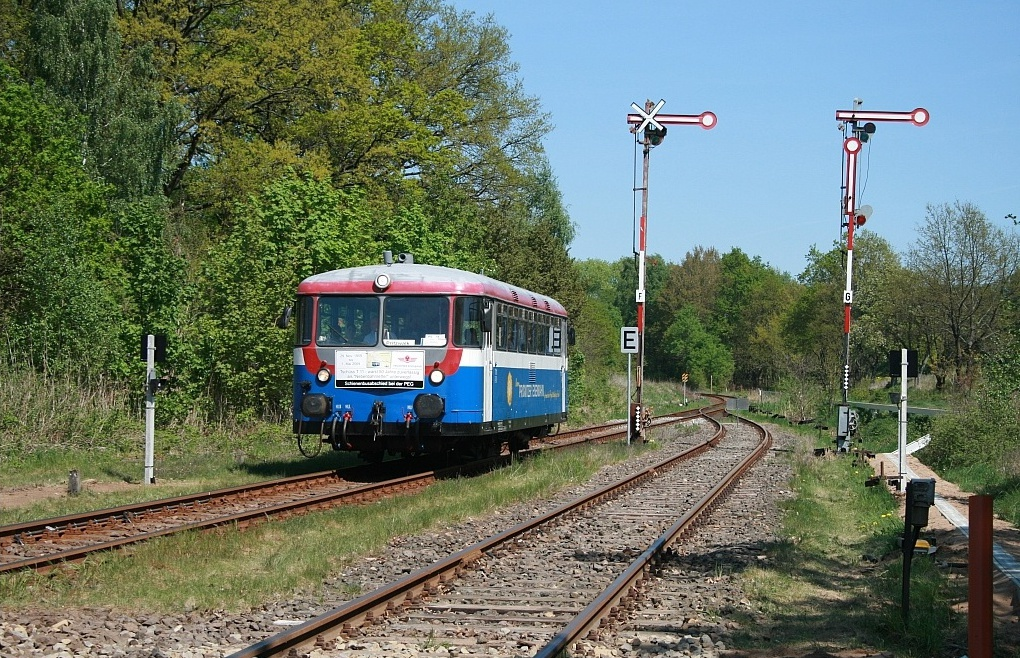
Abschiedsfahrt für den Schienenbus T11 im Bahnhof Brügge (Prign)

Ein weiterer Haltepunkt wurde 1905 in Rosenwinkel eröffnet. Ebenso erhielt Sarnow Anfang des 20. Jahrhunderts einen Haltepunkt.
Bis zum Ende der Deutschen Reichsbahn bestand der Reiseverkehr je nach Abschnitt der Strecke aus vier bis sieben Zugpaaren täglich. Bis 1968 gab es eine einheitliche Fahrplantabelle für die Relation Neustadt (Dosse)–Güstrow. Fast alle Züge (bis auf die weiter unten beschriebenen Ausnahmen nur solche des Nahverkehrs) verkehrten durchgehend zwischen Güstrow und Pritzwalk. Der Betriebsablauf südlich Pritzwalk wurde dagegen mehrfach geändert. Im Sommerfahrplan 1939 endeten und begannen alle Züge von und nach Güstrow in Pritzwalk. In den 1960er Jahren gab es mehrere Durchläufe über die Gesamtstrecke. Im Jahr 1968 wurden die Strecken Güstrow–Pritzwalk und Pritzwalk–Wittenberge zur neuen Kursbuchstrecke 810 vereinigt und mit durchgehenden Zügen befahren, während der Abschnitt Pritzwalk–Neustadt (Dosse) als eigene Strecke eingeordnet und getrennt betrieben wurde. Dieser Betriebsablauf hatte bis in die 1990er Jahre Bestand.

In den 1950er und 1960er Jahren diente die Strecke auch dem Fernverkehr zwischen Rostock und dem Süden der DDR, da die Hauptstrecke Neustrelitz–Rostock über lange Zeit unterbrochen war. Beispielsweise verkehrte im Sommer 1965 je ein tägliches Schnellzug-Paar Rostock–Karl-Marx-Stadt sowie Rostock–Plauen–München und zurück mit Halt in Neustadt (Dosse), Pritzwalk, Plau und Güstrow. 

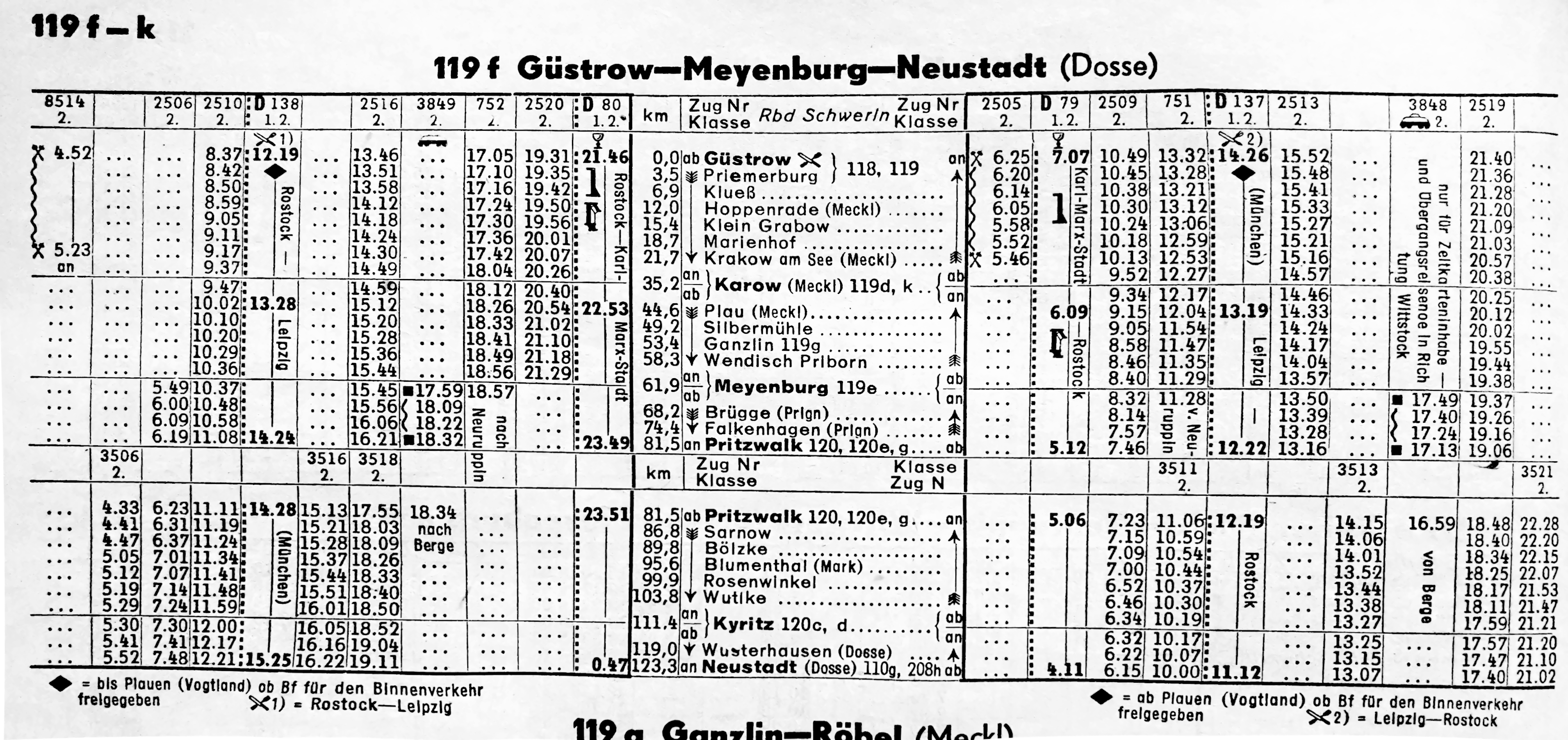
Fahrplan der Gesamtstrecke Neustadt–Güstrow, Sommer 1965

 Nachteilig waren die lange Fahrzeit von rund 3 Stunden für die 124 km zwischen Güstrow und Neustadt (Dosse) sowie der Fahrtrichtungswechsel in Neustadt. Dieser Verkehr endete mit der vollständigen Fertigstellung der Strecke über Neustrelitz. Von 1971 bis 1975 verkehrte nochmals ein Saison-Zugpaar Erfurt–Wittenberge–Pritzwalk–Rostock und zurück, das hauptsächlich für Gruppenreisen zur Ostseeküste und Mecklenburgischen Seenplatte angeboten wurde. Danach wurden diese Züge (D 2035/2036) über Schwerin geführt.
Ab 1997 erbrachte die Prignitzer Eisenbahn den Schienenpersonennahverkehr auf der Relation Pritzwalk–Kyritz–Neustadt (Dosse). Bis Dezember 2006 wurde diese Relation im Stundentakt bedient. Von Dezember 2006 bis Dezember 2012 wurde aufgrund von Sparmaßnahmen im brandenburgischen Haushalt der Verkehr zwischen Kyritz und Pritzwalk auf einen Zweistundentakt reduziert. Zwischen Meyenburg und Pritzwalk wurde ein Zweistundentakt mit Taktverdichtungen zur Hauptverkehrszeit angeboten.
Für den Ausflugsverkehr ging 2006 in der Sommersaison der Haltepunkt Pritzwalk-Hainholz in Betrieb. Zum 1. Februar 2007 wurde der Halt in Falkenhagen (Prign) verlegt. Statt am alten Bahnhof halten die Züge seitdem etwas weiter nördlich in einem Gewerbegebiet.
Nach erneuter Ausschreibung übernahm am 9. Dezember 2012 die Eisenbahngesellschaft Potsdam den Schienenpersonennahverkehr für zwei Jahre. Der Betriebsumfang war aufgrund massiver Einsparungen des Landes Brandenburg jedoch deutlich geringer als zuvor. Auf der Strecke Meyenburg–Pritzwalk (RB 74) verkehrten die Züge montags bis freitags im Zweistundentakt mit einer 4-Stunden-Taktlücke am Vormittag. Dabei wurden jeweils ein Zug vormittags und zwei nachmittags bis zum Haltepunkt Pritzwalk West durchgebunden, um die Ab- und Anreise der Schülern des Gymnasiums zu verbessern. Auf der Regionalbahnlinie RB 73 zwischen Pritzwalk und Kyritz verkehrten zwei Zugpaare täglich. Auf dem Abschnitt Kyritz–Neustadt (Dosse) wurde der Stundentakt beibehalten, der am Wochenende auf einen Zweistundentakt ausgedünnt wurde.
Seit dem 6. Juli 2013 gibt es auch wieder Wochenendverkehr auf der Strecke Pritzwalk–Meyenburg, der zunächst vom Landkreis Prignitz, der Stadt Pritzwalk und dem Amt Meyenburg finanziert wurde. Dieser Verkehr wurde später wieder in einen regulär vom Land Brandenburg bestellten Verkehr umgewandelt.
Ende Januar 2014 gab das Land Brandenburg bekannt, dass der Personenverkehr auf der gesamten Strecke bis Ende 2015 und wahrscheinlich auch darüber hinaus verlängert wird. Am 20. Juni 2014 begann ein Ausschreibungsverfahren für die Zeit von Dezember 2014 bis Dezember 2016. Im Anschluss wurde im Rahmen des „Prignitz-Konzeptes“ ein Teilausstieg des VBB aus der Finanzierung beschlossen. Diese Kosten sollen dann von den beteiligten Landkreisen Prignitz und Ostprignitz-Ruppin getragen werden.
Am 15. Dezember 2019 wurde der durch die öffentliche Hand geförderte neue Haltepunkt Kyritz Am Bürgerpark in Betrieb genommen. Alle Fahrten der Linie RB 73 werden seither über den bisherigen Endpunkt am Bahnhof Kyritz zum 800 Meter weiter nördlich gelegenen neuen Haltepunkt verlängert. Im Jahr 2020 wurde das Zugangebot zwischen Kyritz Bürgerpark und Pritzwalk von zwei auf vier Zugpaare an Wochentagen erhöht.
Anfang 2022 wandten sich die Landräte der Landkreise Prignitz und Ostprignitz-Ruppin mit einem Schreiben an die Landesregierung von Mecklenburg-Vorpommern, in dem sie eine bessere Verknüpfung mit Angeboten auf der nördlich anschließenden Strecke Meyenburg–Plau am See–Güstrow anregten. Nachdem es daraufhin keine positive Reaktion gegeben hatte, wurden Überlegungen des Landes Brandenburg bekannt, dann auch den Reisezugverkehr zwischen Kyritz Am Bürgerpark, Pritzwalk und Meyenburg ab Fahrplanwechsel im Dezember einzustellen.

### Güterverkehr

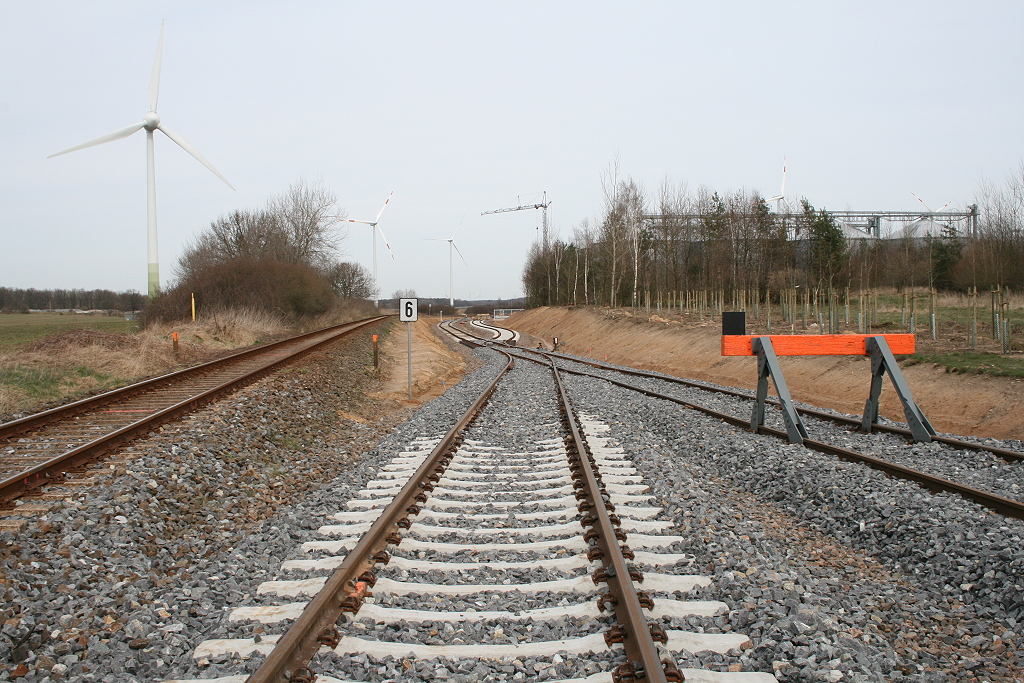
Gleisanschluss der german biofuels GmbH (vormals EOP Biodiesel AG) in Falkenhagen (Prignitz)

Im Güterverkehr wird Biodiesel in Ganzzügen vom Falkenhagener Anschlussgleis der German Bio Fuel GmbH (vormals EOP Biodiesel AG) abgefahren. Bei Bedarf wird auch der etwa zwei Kilometer südlich gelegene, Anfang 2008 neu gebaute Anschluss des Gewerbeparks Falkenhagen im Schüttgutverkehr bedient. Ab September 2019 verkehrten zweimal wöchentlich Containerzüge ab Falkenhagen, Anschlussgleis TUL agroservice GmbH mit Produkten der Meyenburger Möbel GmbH. Die ungeeignete Beschaffenheit der Umschlagsanlage führte jedoch zur Verlagerung des Containerumschlags nach Wittenberge und Ende Dezember 2021 startete mit Finanzhilfe des Landes Brandenburg der Neubau der Betonfläche, an die sich die Modernisierung der Anschlussgleise anschließen soll.

## Streckenbeschreibung

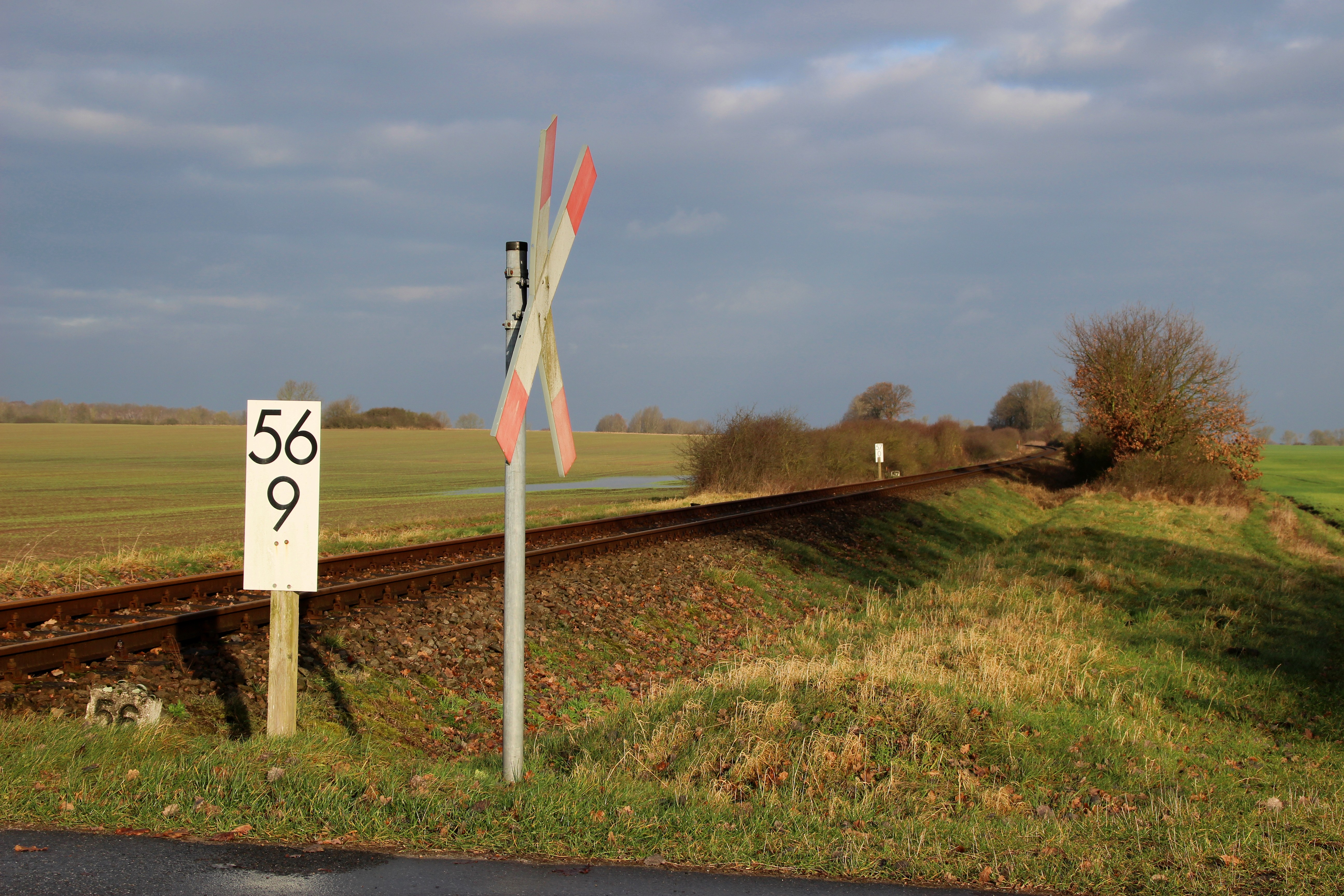
Bahnübergang östlich Penzlin-Süd

Die Strecke ist durchgehend eingleisig und nicht elektrifiziert.
- Fahrt von Meyenburg bis Pritzwalk, August 2013
- Fahrt von Pritzwalk nach Neustadt (Dosse), April 2014

### Hochbauten

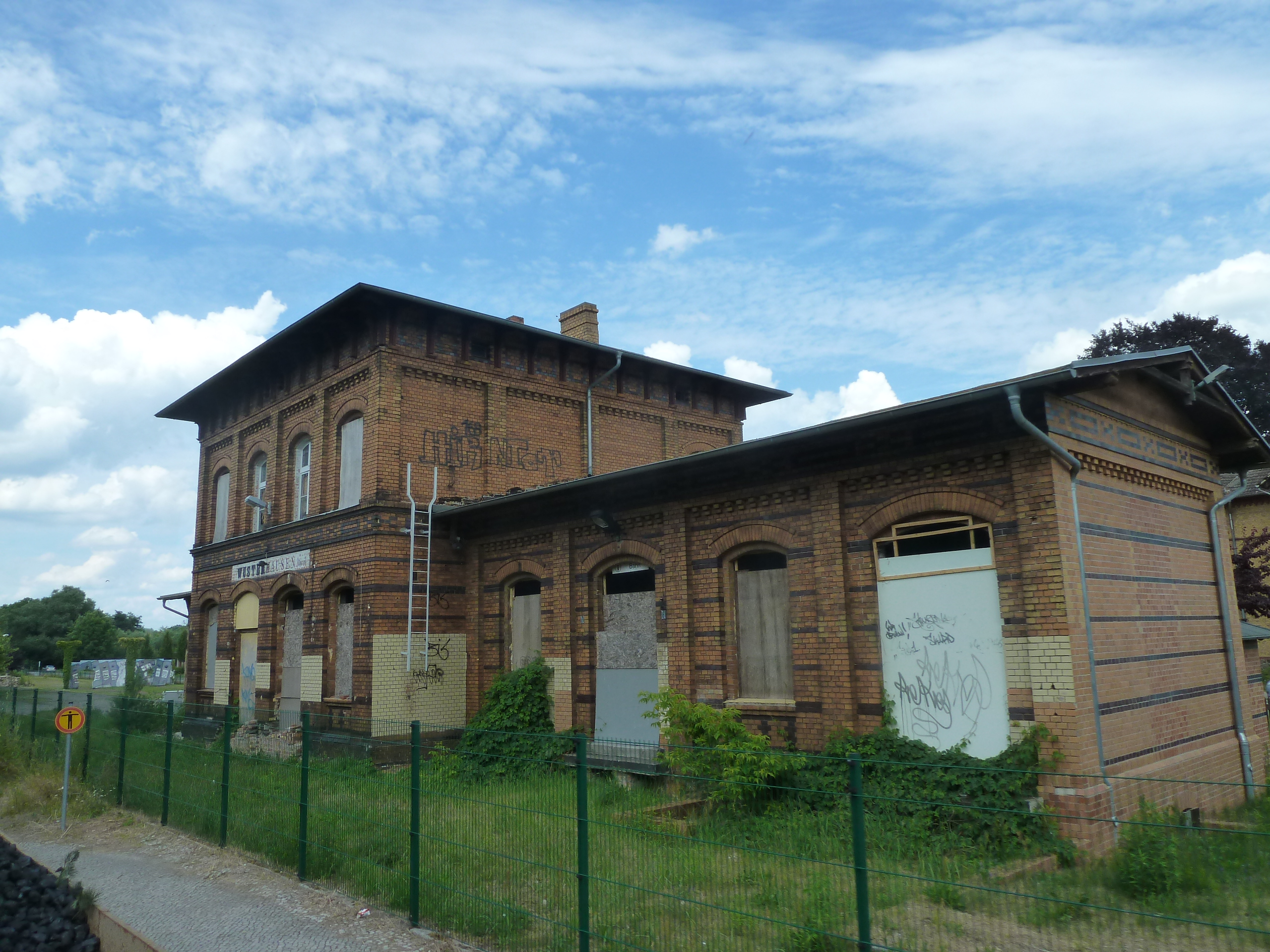
Bahnhofsgebäude größerer Typ, (Wusterhausen, Bahnsteigseite)

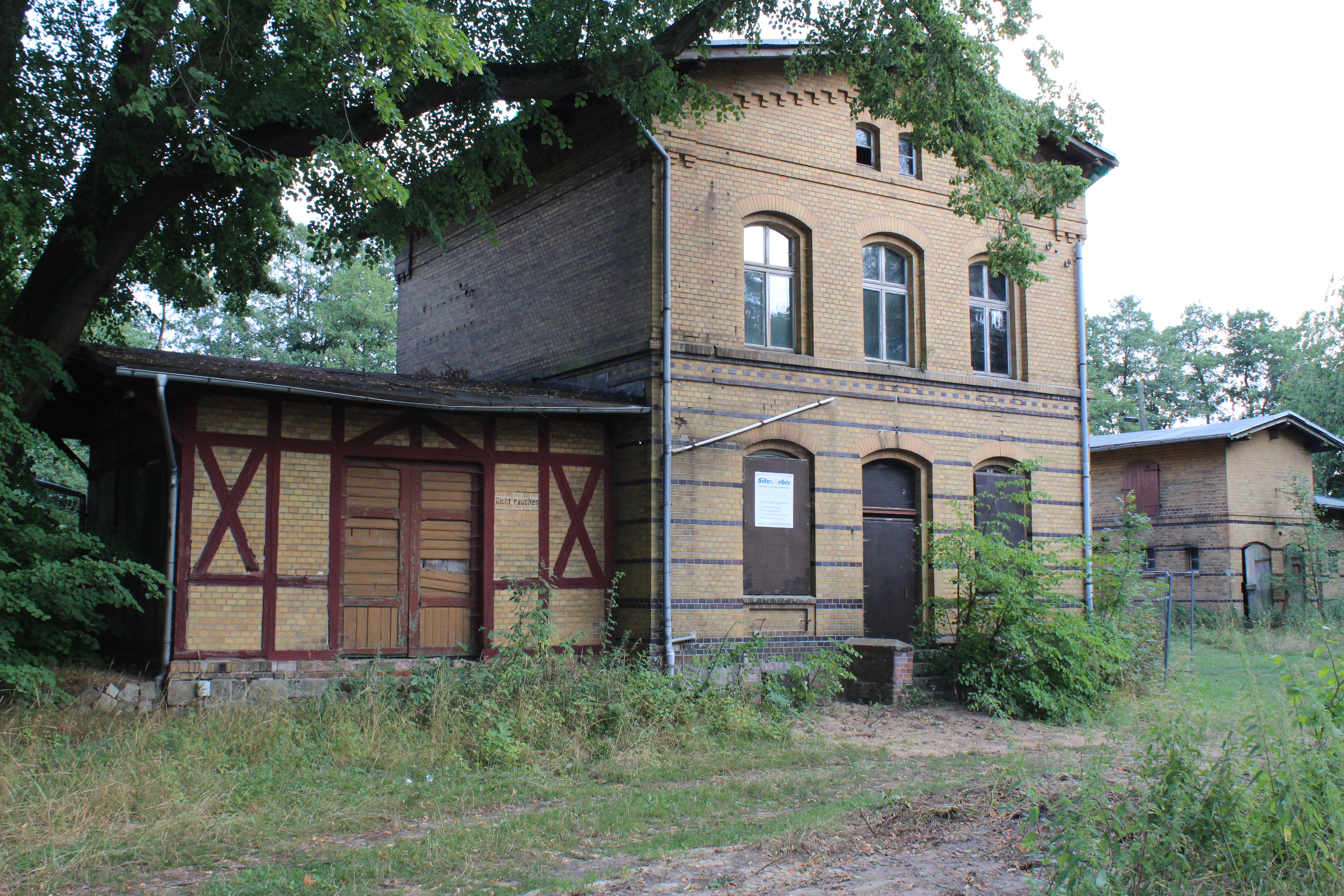
Bahnhofsgebäude kleinerer Typ (Brügge, Straßenseite)

Die zur Streckeneröffnung 1887 entstandenen Empfangsgebäude sind Typenbauten aus gelben Ziegeln, wobei es zwei Bauformen für die größeren Stationen (Wusterhausen, Kyritz, Meyenburg) und für die kleineren Haltestellen (Wutike, Blumenthal, Bölzke, Falkenhagen, Brügge) gibt. Die größeren Stationen besitzen jeweils im Kern zweigeschossige, vierachsige Gebäude mit flachem Satteldach mit eingeschossigen Anbauten für Güterschuppen und Gaststättentrakt. Die kleineren Haltestellen wurden mit zweigeschossigen giebelständigen dreiachsigen Gebäuden mit angebautem eingeschossigen Güterschuppen ausgestattet. Die Stellwerke entstanden bei den meisten Stationen in eingeschossigen bahnsteigseitigen Anbauten. Die meisten Bahnhöfe erhielten separate Toilettenhäuschen.
Die Bahnhofsgebäude in Neustadt (Dosse) und Pritzwalk entstanden bereits mit den zuvor gebauten Bahnstrecken. Das in Pritzwalk wurde 1945 bei einer Explosion eines Munitionszuges zerstört und 1950 durch einen Neubau ersetzt.
Eine Reihe von Bauten an der Strecke stehen unter Denkmalschutz. Auf der Denkmalliste des Landkreises Ostprignitz-Ruppin stehen in Neustadt (Dosse) das Bahnhofsgebäude, ein Lokomotivschuppen und ein Wasserturm, in Wusterhausen (Dosse) das Bahnhofsgebäude mit Toilettenhäuschen und in Blumenthal der Bahnhof mit Wasserturm und einer Reihe von Nebengebäuden. Im Landkreis Prignitz stehen die Bahnhofsgebäude (mit Nebengebäuden) in Wutike, Bölzke, Falkenhagen, Brügge und Meyenburg aus der Eröffnungszeit der Strecke sowie die 1939 bzw. 1949 gebauten Bahnhofswassertürme in Pritzwalk bzw. Meyenburg und das Anfang der 1950er Jahre errichtete neue Empfangsgebäude in Pritzwalk auf der Denkmalliste.